# Болу, Паскаль
Паска́ль Чиди́ Болу́ (англ. Pascal Chidi Bolu; 23 ноября 2000, Абуджа, Нигерия) — нигерийский футболист, нападающий.

## Карьера
Воспитанник академии нигерийского клуба «Райт-ту-Вин». В июле 2020 года перешёл в молдавский «Зимбру». В Национальном дивизионе дебютировал в матче против «Милсами», выйдя на замену.
В ноябре 2020 года перешёл в клуб «Хаур-Факкан». В начале 2021 года отправился в аренду в «Диббу Аль-Хисн». Весной вернулся в «Хаур-Факкан».
В сентябре 2021 года перешёл в «Ван». Дебютировал в Премьер-лиге в мачте против «Ноа».